# حكمت النوايسة
حكمت النوايسة هو شاعر وأديب أردني ولد في الخامس عشر من أبريل عام 1964م بالأردن.

## حياته
حصل حكمت على بكالوريوس في التربية والجغرافيا بجامعة بغداد عام 1987م، وحصل على بكالوريوس في الأدب العربي من جامعة مؤتة عام 1996، ودبلوم عام 1998م في التربية من نفس الجامعة. وعلى الماجستير في الأدب العربي عام 2007 والدكتوراه في الأدب العربي عام 2012م من الجامعة الأردنية، وهو عضو رابطة الكتاب الأردنيين، والاتحاد العام للكتاب العرب، ورئيس تحرير مجلة الفنون الشعبية بوزارة الثقافة.
و شارك في عدة هيئات ثقافية فقد كان عضو الاتحاد العام للكتاب والأدباء العرب، وعضو مؤسس في الهيئة العربية للثقافة والتواصل الحضاري (بيت الأنباط)، وعضو مؤسس في ملتقى الكرك الثقافي، وعضو هيئة تحرير صحيفة الموسم الثقافي في نقابة الفنانين الأردنيين، وعضو هيئة تحرير نشرة المسرح الموسمية بوزارة الثقافة، وعضو لجنة النقد والشعر في مهرجان جرش من عام 2001م إلى عام 2006م، ورئيس تحرير مجلة وسام للأطفال. قام حكمت بتدريس العلوم الاجتماعية للمرحلة الثانوية خمس سنوات في مدارس وزارة التربية والتعليم في الأردن، ودرس اللغة العربية للمرحلتين الأساسية والثانوية سبع سنوات في مدارس وزارة التربية والتعليم في الأردن، وذهب لتدريس اللغة العربية للمرحلة الثانوية في مدارس الرياض الخاصة في الرياض. كان عضو تأليف وتطوير المناهج المدرسية بوزارة التربية والتعليم في الأردن، كما ساهم في إعداد حصص تلفزيونية تعليمية نموذجيّة في وزارة التربية والتعليم ضمن برنامج تطوير المناهج، والمشاركة في إعداد دليل المعلم للصف الأول الثانوي والصف العاشر وهي المستخدمة الآن في مدارس المملكة الأردنية الهاشميّة. وقام بالإشراف على ورشات العمل الإبداعي للطلبة المبدعين، بوزارة التربية والتعليم في الأردن، والمشاركة بتحكيم المسابقات الأدبية للطلبة على مستوى المملكة الأردنية، والمشاركة في ورشة الكتابة الإبداعية التي أقامتها وزارة التربية والتعليم في الأردن في مخيم الكرامة الكشفي. كما على حقلي القصّة والشعر في مهرجان الإبداع الشبابي بمناسبة إعلان عمّان عاصمة للثقافة العربيّة.

## مؤلفاته
- «المآل: دراسة تأويلية في نماذج من القصة القصيرة في الأردن» دار  أزمنة للنشر والتوزيع، عمان الأردن، 141 صفحة، عام 2002م.
- «عزف على أوتار خارجية: شعر» نشر وزارة الثقافة بعمان الأردن، الطبعة الأولى، 81 صفحة.
- «الصعود إلى مؤتة» 53 صفحة.[4]

- «شجر الأربعين» دار اليازوري العلمية للنشر والتوزيع عام 2000م.
- «كأنني سراب» بيروت: المؤسسة العربية للدراسات والنشر، عام 2002م.
- المآل/ نقد/ قراءة تأويلية في نماذج من القصة القصيرة في الأردن.
- «وعي الكتابة: دراسة في تجربة الياس فركوح السردية» عمان: أمانة عمان الكبرى، عام 2008م.[5]

- «عزف على أوتار خارجية» جمعيّة عمال المطابع التعاونية، عمان عام 1994م.
- «أغنية ضدّ الحرب» وزارة الثقافة الأردنية، عام 2005م.
- «بائع الأقنعة» مسرحية، المطابع التعاونية، عمان عام 2005م.
- مسلة نبطية) شعر، وزارة الثقافة، 2008.
- ليال ليست مفاجئة/ مجموعة قصصية.
- جدل المعنى والمبنى في العمل الروائي/ نقد.
- المرأة السلطة التاريخ/ قراءة في الشعر العربي.
- الرجيف/ رواية.
- السجون/ سيرة بين المرض والمخيلة/ تجربة مرض في الدماغ.
- أعد حكمت وأخراج ثلاث مسرحيات صامتة وقد نفّذت على التوالي في مهرجان المديرية العامة للتربية في الكرك هي:
- «معركة مؤتة»
- «الكرك تاريخ وحضارة»
- «الحصاد»

أعمال أخرى:
- إعداد شريط إذاعي عن التدخين، في مدارس الرياض، المملكة العربية السعودية.[1]